# Lohnerbruch
Lohnerbruch ist eine Bauerschaft in der Einheitsgemeinde Wietmarschen im niedersächsischen Landkreis Grafschaft Bentheim. Der Ort mit rund 160 Einwohnern liegt südöstlich von Wietmarschen und nordwestlich von Lohne. Östlich verläuft die A 31. Nördlich liegt das 1.580 Hektar große Naturschutzgebiet Dalum-Wietmarscher Moor und nordöstlich das 145 Hektar große Naturschutzgebiet Moorschlatts und Heiden in Wachendorf.

## Geschichte
Die Ländereien auf dem Gebiet Lohnerbruch dienten über Jahrhunderte als Weideland für Großvieh und Schafe. Dieses Land gehörte Bauern aus Lohne. Die ersten beiden Siedler, die ihnen Land abkauften, kamen 1850 und 1860.
Nach und nach bildete sich der Ortsteil Lohnerbruch.
Bis zum 1. März 1974 gehörte Lohnerbruch zur Gemeinde Schepsdorf-Lohne im Landkreis Lingen. Seitdem gehört der Ort zur Einheitsgemeinde Wietmarschen. Drei Jahre gehörte die Gemeinde zum Landkreis Lingen. Am 1. August 1977 wurde der Landkreis Emsland gegründet. Lohnerbruch gehört seitdem zum Landkreis Grafschaft Bentheim.
Die Bauerschaft gehörte schon immer zur Kirchengemeinde St. Johannes Apostel in Wietmarschen.
Von 1950 bis 1970 gab es eine katholische Volksschule in Lohnerbruch.
Ein Treffpunkt für den Ortsteil ist die große Reithalle. Sie wurde 1990 erbaut.